# Parabopyrella angusta
Parabopyrella angusta är en kräftdjursart som först beskrevs av Sueo M. Shiino1936.  Parabopyrella angusta ingår i släktet Parabopyrella och familjen Bopyridae. Inga underarter finns listade i Catalogue of Life.